# Pixel 3
Le Pixel 3 et le Pixel 3 XL sont deux modèles de smartphones de la gamme Google Pixel dévoilés le 9 octobre 2018 et disponibles en France à partir du 2 novembre 2018.
Ils sont dotés d'un écran de 5,5 pouces pour le Pixel 3 et de 6,3 pouces pour le Pixel 3 XL et sont équipés du SOC Qualcomm Snapdragon 845. Ils fonctionnent sous Android Pie 9.0 à leur sortie puis peuvent, par mises à jour successives, bénéficier des versions suivantes, jusqu'à Android 12. Les deux modèles sont conçus par Google et fabriqués par Foxconn. Ce sont les premiers de la gamme Pixel à être commercialisés en France.

## Caractéristiques

### Caractéristiques logicielles
Les Pixel 3 et 3 XL sont  livrés avec la dernière version d'Android disponible lors de leur sortie, Android 9.0 « Pie » (Android étant également une filiale de Google). Comme pour les Pixel 2/2XL, 1/1XL et les Nexus, Google gère le hardware (le matériel) et le software (le logiciel), permettant une meilleure durabilité de l'appareil. Le constructeur annonce 3 ans minimum de mise à jour logicielle.

### Caractéristiques matérielles
L'écran du Pixel 3 est fabriqué par LG tandis que celui du Pixel 3 XL est fabriqué par Samsung. Les deux modèles possèdent un processeur Snapdragon 845 avec 4 Go de RAM et un stockage de 64 Go ou 128 Go. Les deux appareils possèdent la recharge sans fil à induction (norme Qi) ainsi qu'un dos arrière en verre. Le Pixel Stand, le chargeur sans fil de Google, est capable de fournir une puissance de 10 W pour la charge, tandis que les autres chargeurs sont limités à 5 W. Les deux modèles ont également un double haut-parleur frontal mais ne possèdent pas de port Jack (comme le Pixel 2). Ils ont cependant un adapteur USB-C vers Jack qui est fourni avec l'appareil.
Les deux appareils possèdent les normes IP68 et IEC 60529 relatives à l'étanchéité (les téléphones sont protégés contre l'immersion prolongée).

## Design
Les Pixel 3 et Pixel 3 XL sont proposés en trois couleurs : « Simplement Noir », « Résolument Blanc » et « Subtilement Rose ». Le Pixel 3 XL a la particularité par rapport au modèle Pixel 3, de posséder un écran plus grand ainsi qu'une encoche. Cette dernière peut cependant être masquée par Android Pie.

## Appareil photo
Les Pixel 3 et Pixel 3 XL possèdent un appareil photo arrière de 12,2 mégapixels, similaire à leurs prédécesseurs, les Pixel 2 et Pixel 2 XL. Mais l'appareil photo des Pixel 3 ajoute de nouvelles fonctionnalités de traitement post-photo, ainsi qu'un second appareil photo grand angle.
Les principales fonctionnalités de l'appareil photo sont les suivantes :
- Top Shot : Choisir automatique la meilleure prise lorsque vous prenez une photo[12] ;
- Night Sight : Mode nuit du téléphone permettant de prendre une photo de nuit même avec une faible luminosité et sans flash[13] ;
- Selfie de groupe : Caméra frontale permettant une prise de vue grand angle[14] ;
- Playground : Réalité augmentée disponible sur la caméra frontale et arrière, avec la possibilité d'animer des personnages culte comme les Avengers ou les personnages de la série Stranger Things.
- Google Lens : Logiciel de traitement d'images permettant de reconnaître un objet ou un texte sur une photo, en se basant sur un traitement par l'algorithme de Google[15].

Les Pixel 3 et 3 XL utilisent une puce distincte appelée Pixel Visual Core pour exploiter leurs capacités de l'intelligence artificielle de la caméra.

## Google Assistant
Le Pixel 3 possède nativement, comme une grande partie des téléphones Android, le Google Assistant, que l'on retrouve aussi dans les enceintes connectées Google Home. Lorsqu'on recharge avec le Pixel Stand son Pixel 3 ou Pixel 3 XL, ces derniers peuvent devenir une véritable enceinte Google Home, avec la possibilité d'utiliser l'assistant pour contrôler ses appareils domotiques, chercher des informations sur le web ou contrôler des contenus sur sa télévision avec un Chromecast ou un appareil doté de Google Cast (également compatible avec Voice Match).
De plus, la fonctionnalité Active Edge permet d'activer le Google Assistant sans avoir à rester appuyer sur le bouton d'accueil ou à prononcer les phrases « Ok Google » / « Dis Google ».

## Réalité virtuelle
Les Pixel 3 et Pixel 3 XL sont tous les deux compatibles avec le casque de réalité virtuelle de Google, le Daydream View.